# Gališnik
Koordinati:   43°09′57″N, 16°26′17″E
Gališnik je z borovim gozdom porasel otoček v skupini Peklenskih otokov v srednji Dalmaciji.
Gališnik, ki se v nekaterih zemljevidih imenuje tudi Galešnik leži v zalivu pred mestom Hvarom. Površina je 0,015 km², dolžina obale meri 0,45 km, najvišji vrh je visok 18 mnm.
Na otočku, na katerem je tudi svetilnik, je postavljena manjša trdnjava. Trdnjavo so po odhodu Francozov (Ilirske province) zgradili Avstrijci.
Iz pomorske karte je razvidno, da svetilnik, ki stoji na južni strani otočka, oddaja svetlobni signal: Z Bl 3s.